# Палас-де-Рей
Палас-де-Рей (гал. Palas de Rei, ісп. Palas de Rey) — муніципалітет в Іспанії, у складі автономної спільноти Галісія, у провінції Луго.  Розташоване на Шляху святого Якова. Населення — 3678 осіб (2009).
Муніципалітет розташований на відстані близько 440 км на північний захід від Мадрида, 30 км на південний захід від Луго.
Муніципалітет складається з таких паррокій: Альба, Амбрейшо, Аугас-Сантас, Бербетоурос, Кабана, О-Карбальяль, Картейре, Коенсе, Ковело, Куїнья, Курбіан, Фельпос, Феррейра-де-Неграль, Фільгейра, Фонтекуберта, Лайя, Лестедо, Маседа, Марса, О-Мато, Мейшиде, Мерлан, Моредо, Мостейро-де-Девеса, Ороса, Палас-де-Рей, Памбре, Підре, А-Пушеда, Кіндіміль, Раміль, Ремонде, Рібейра, Салайя, Сан-Брейшо, Сан-Сібрао-да-Репостерія, Сан-Мамеде-до-Карбальяль, Сан-Мігель-де-Коенсе, Сан-Шіао-до-Каміньйо, Сан-Шусто-да-Репостерія, Ульйоа, Вілар-де-Донас, Вілареда.

## Демографія
Динаміка населення (INE ):

## Галерея зображень

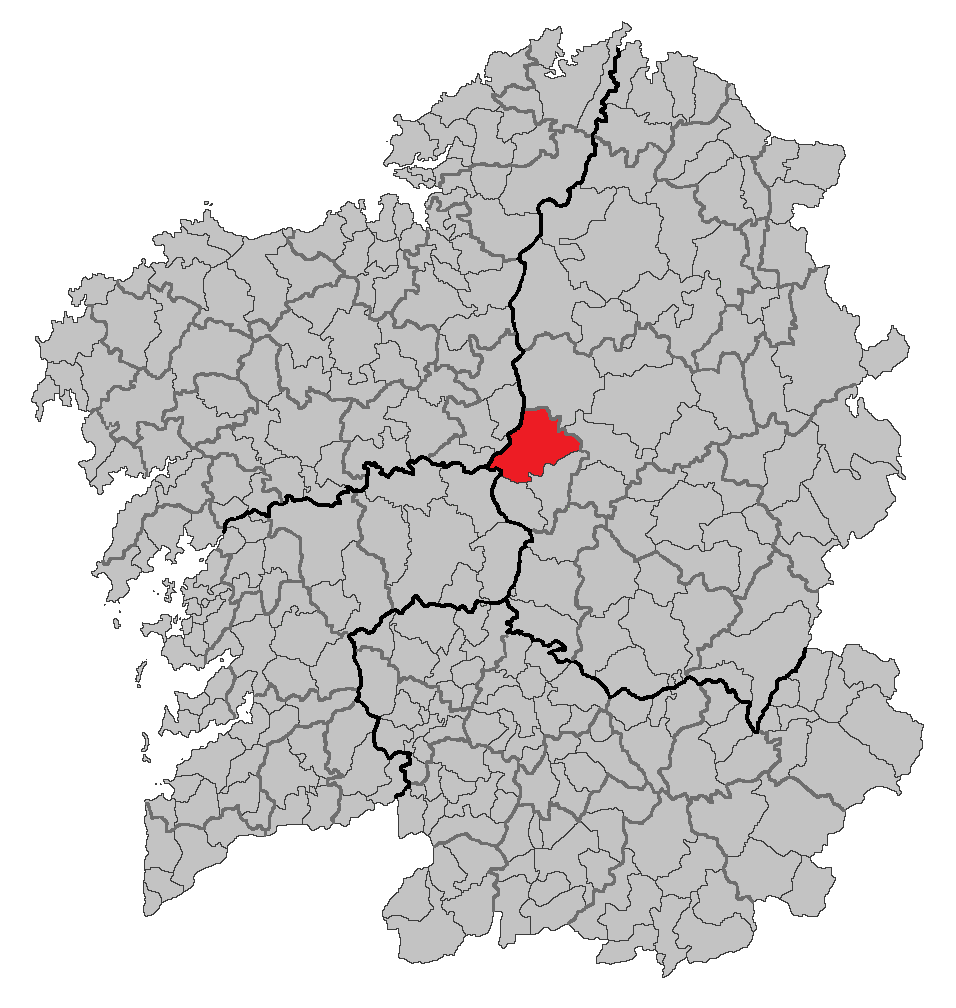
Розташування муніципалітету
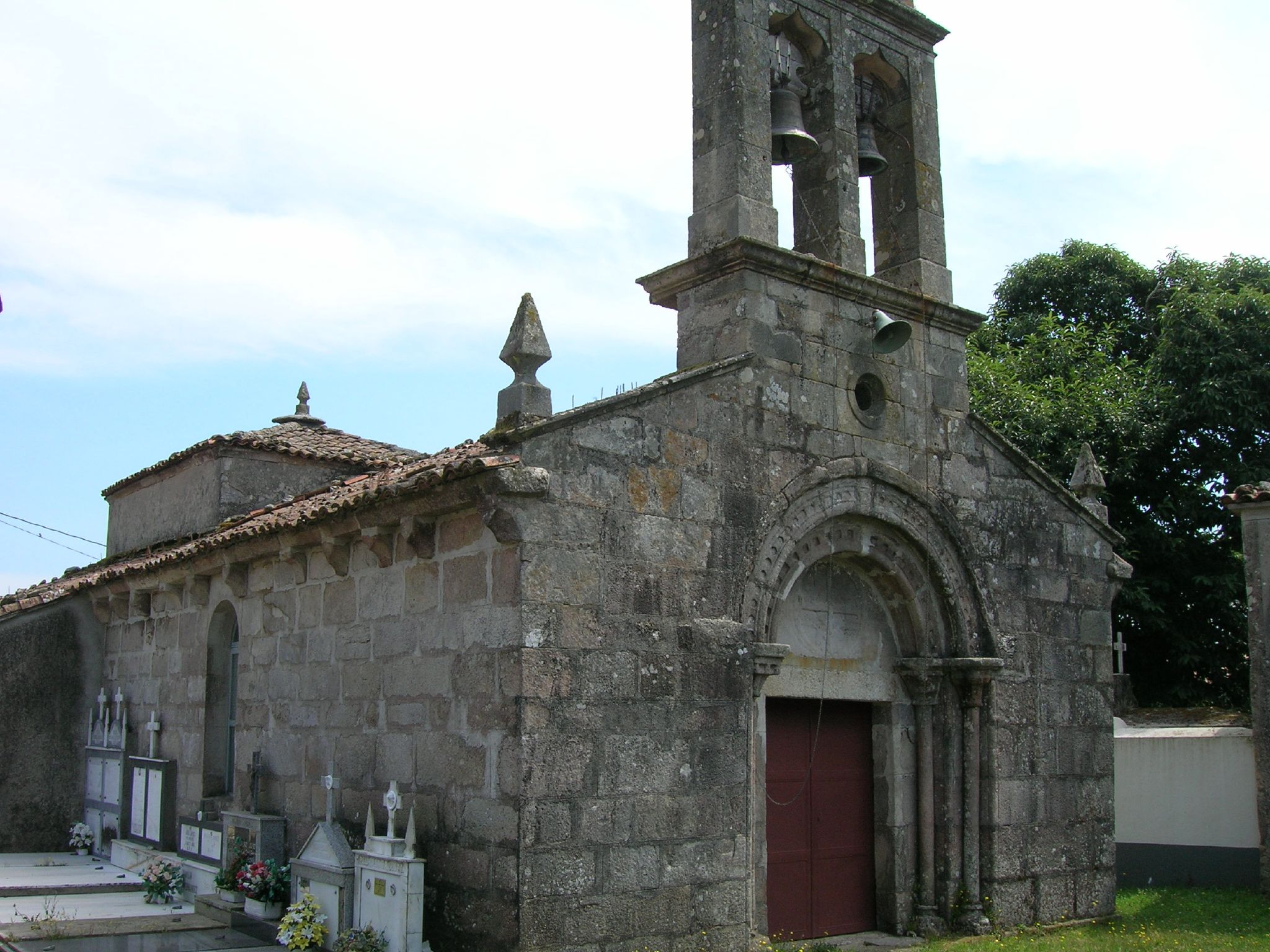
Церква Сантьяго в Альбі

## Парафії
Муніципалітет складається з таких парафій: 

## Релігія
Палас-де-Рей входить до складу Лугоської діоцезії Католицької церкви.